# ألونزو جي. سميث
ألونزو جي. سميث (بالإنجليزية: Alonzo G. Smith)‏ هو سياسي أمريكي، ولد في 6 سبتمبر 1848 في الولايات المتحدة، وتوفي في 6 أغسطس 1907 في نفس البلد. انتخب عضو مجلس ولاية إنديانا.